# Relação de Einstein (teoria cinética)
Em física (mais especificamente, em teoria cinética) a relação de Einstein (também conhecida como relação de Einstein–Smoluchowski) é uma conexão inesperada revelada anteriormente de forma independente por Albert Einstein em 1905 e por Marian Smoluchowski (1906) em seus estudos sobre movimento Browniano. Dois importantes casos especiais da relação são:
{\displaystyle D={{\mu _{q}\,k_{B}T} \over {q}}} (difusão de partículas carregadas)
{\displaystyle D={\frac {k_{B}T}{6\pi \,\eta \,r}}} ("equação de Einstein–Stokes", para a difusão de partículas esféricas através de um líquido com baixo número de Reynolds)
onde
- D é a constante de difusão,
- q é a carga elétrica da partícula,
- μq, a mobilidade elétrica da partícula carregada, i.e. a razão da velocidade de deriva terminal da partícula para um campo elétrico aplicado,
- {\displaystyle k_{B}} é a constante de Boltzmann,
- T é a temperatura absoluta,
- η é a viscosidade
- r é o raio da partícula esférica.

A forma mais geral da equação é:
{\displaystyle D=\mu \,k_{B}T}
onde a "mobilidade" μ é a razão da velocidade de deriva terminal da partícula a uma força aplicada, μ = vd / F.
Esta equação é um exemplo inicial do relação de flutuação-dissipação. É frequentemente usada no fenômeno de eletrodifusão.

## Derivações de casos especiais da forma geral

### Equação da mobilidade elétrica
Para uma partícula com carga q, sua mobilidade elétrica μq é relacionada a sua mobilidade generalizada μ pela equação μ=μq/q. Entretanto, a forma geral da equação
{\displaystyle D=\mu \,k_{B}T}
é no caso de uma partícula carregada:
{\displaystyle D={\frac {\mu _{q}\,k_{B}T}{q}}}

### Equação de Einstein–Stokes
No limite de baixos números de Reynolds, a mobilidade {\displaystyle \mu } é o inverso do coeficiente de arrasto {\displaystyle \zeta }. Uma constante de amortecimento, {\displaystyle \gamma }, é frequentemente usada no contexto de {\displaystyle \gamma ^{-1}}, o que implica que o tempo de relaxamento de momento (o tempo necessário para o momento de inércia tornar-se negligenciável comparado ao momento aleatório) do objeto difusivo.
Para partículas esféricas de raio {\displaystyle r}, a lei de Stokes fornece
{\displaystyle \zeta =m\gamma =6\pi \,\eta \,r,}
onde {\displaystyle \eta } é a viscosidade do medio. Então a relação de Einstein torna-se
{\displaystyle D={\frac {k_{B}T}{6\pi \,\eta \,r}}}

### Semicondutor
Em um semicondutor com uma densidade dos estados arbitrária a relação de Einstein é
{\displaystyle D={{\mu _{q}\,p} \over {q{{d\,p} \over {d\eta }}}}}
onde {\displaystyle \eta } é o potencial químico e p o número de partículas.

## Prova do caso geral
(Esta é a demonstração em uma dimensão, mas é idêntica a uma demonstração em duas ou três dimensões: Apenas substitui-se d/dx com {\displaystyle \nabla }. Essencialmente a mesma deonstração é encontrada em muitos lugares, por exemplo ver Kubo.)
Supondo-se alguma energia potencial U cria uma força sobre uma partícula {\displaystyle F=-dU/dx} (por exemplo, uma força elétrica). Assumindo-se que a partícula irá responder, outras coisas iguais, por mover-se com velocidade {\displaystyle v=\mu F}. Agora assume-se que existe um grande número de tais partículas, com concentração {\displaystyle f(x)} como uma função da posição. Após algum tempo, o equilíbrio irá ser estabelecido: As partículas irão "acumular-se" em torno das áreas com mais baixa U, mas ainda serão espalhadas em certa medida por causa da difusão aleatória. Neste ponto, não há um fluxo em balanço, resultante, de partículas: A tendência das partículas para serem empurradas para mais baixa U (chamada "corrente de deriva") é igual e oposta à tendência das partículas de se espalhar devido à difusão (chamada "corrente de difusão").
O fluxo resultante de partículas devido à corrente de deriva isolado é
{\displaystyle J_{\mathrm {deriva} }(x)=\mu \,F(x)\,f(x)=-f(x)\mu {\frac {dU}{dx}}}
(i.e. o número de partículas fluindo após um ponto é a concentração de partículas vezes a velocidade média.)
O fluxo líquido (resultante) de partículas devido à corrente de difusão isolada é, pela lei de Fick
{\displaystyle J_{\mathrm {difus.} }(x)=-D{\frac {df}{dx}}}
(o sinal negativo significa que as partículas fluem da maior concentração para a mais baixa).
O equilíbrio requer:
{\displaystyle 0=J_{\mathrm {deriva} }+J_{\mathrm {difus.} }=-f(x)\mu {\frac {dU}{dx}}-D{\frac {df}{dx}}}
No equilíbrio, pode-se aplicar termodinâmica, em particular a estatística de Boltzmann, para inferir que
{\displaystyle f(x)=Ae^{-U/(k_{B}T)}}
onde A é alguma constante relacionada com o número total de partículas. Portanto, com a regra da cadeia,
{\displaystyle {\frac {df}{dx}}={\frac {-dU/dx}{k_{B}T}}f(x).}
Finalmente, ligando isso em:
{\displaystyle 0=J_{\mathrm {deriva} }+J_{\mathrm {difus.} }=-f(x)\mu {\frac {dU}{dx}}-D{\frac {df}{dx}}=-f(x){\frac {dU}{dx}}\left(\mu -{\frac {D}{k_{B}T}}\right)}
Como esta equação deve se sustentar em todos os locais,
{\displaystyle \mu ={\frac {D}{k_{B}T}}.}